# EQT (Unternehmen)

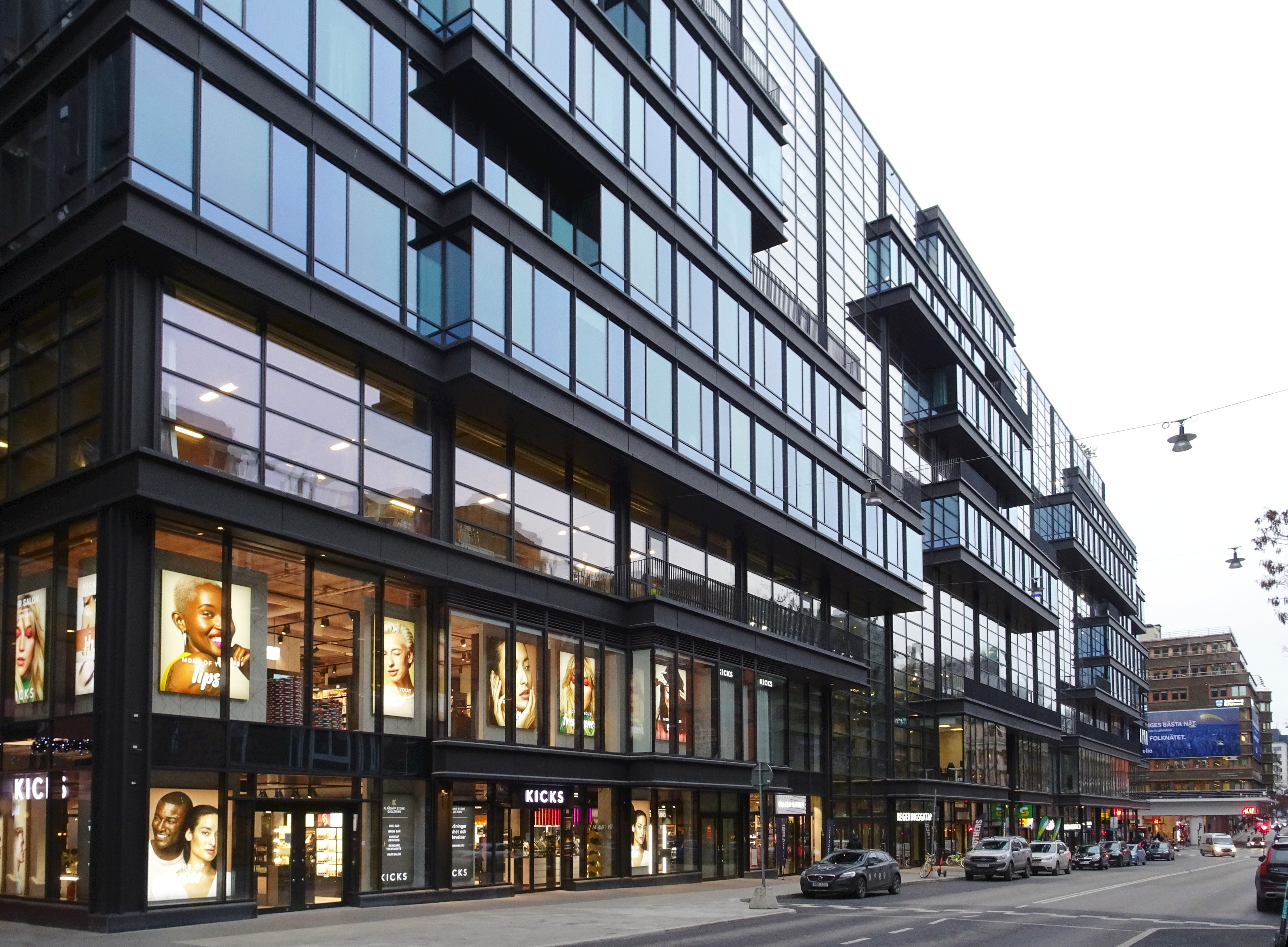
Firmensitz in Stockholm

EQT Partners AB ist eine international tätige Investmentgesellschaft mit Sitz in Stockholm und Büros in 26 Ländern der Welt. Sie investiert in Beteiligungen einschließlich Gesellschaften aus dem Bereich Wagniskapital sowie in Infrastruktur- und Immobilienprojekte. Nach Blackstone und KKR ist sie die drittgrößte Private-Equity-Gesellschaft der Welt (Stand 2024).

## Geschichte
Auf Initiative der schwedischen Investor AB wurde die Gesellschaft 1994 zusammen mit weiteren Investoren und dem heutigen Chairman Conni Jonsson gegründet. Der ursprüngliche Hauptinvestor Investor AB ist heute noch mit 14 % beteiligt. Die übrigen Anteile werden von Mitarbeitern, von institutionellen Investoren oder im Streubesitz gehalten. Das Unternehmen ist seit September 2019 an der Börse in Stockholm gelistet.
2016 gründete EQT das Risikokapitalunternehmen EQT Ventures. Im Jahr 2021 erwarb EQT das europäische Risikokapitalunternehmen Life Sciences Partners, welches über ein verwaltetes Vermögen von rund 2,2 Mrd. € verfügte, und unter dem neuen Namen EQT Life Sciences weitergeführt wurde. 2022 übernahm EQT auch Baring Private Equity Asia, das ein Vermögen von 20,0 Mrd. S$ verwaltete.

## Unternehmensprofil
EQT investiert laut eigener Aussage in Unternehmen mit dem Ziel, eine nachhaltige Wertsteigerung des Portfolios durch Maßnahmen zum Umsatzwachstum und zur Margenverbesserung anzustreben.
Stand Dezember 2023 verwaltete EQT ein Vermögen von 232 Mrd. €. Zum Beteiligungsbesitz gehörten rund 300 Unternehmen. Die Anzahl der Investoren betrug rund 1.200.

## Geschäftsfelder
| EQT Geschäftsfeld              | Investitionsschwerpunkte                                       | Investitionsgrößenordnung | Anzahl Investments (Stand 2024) |
| ------------------------------ | -------------------------------------------------------------- | ------------------------- | ------------------------------- |
| EQT Private Equity             | Gesundheit, Technologie, Dienstleistungen, Industrie           | 125 Mio. – 1,5 Mrd. €     | 57                              |
| EQT Private Capital Asia       | Beteiligungen in Asien und in der Pazifikregion                | 50 Mio. – 1,0 Mrd. €      | 44                              |
| EQT Future                     | Lösungsansätze zur erfolgreichen Überwindung heutiger Probleme | ab 350 Mio. €             | 3                               |
| EQT Healthcare Growth          | Innovative Champions im Gesundheitsbereich                     | 75 Mio. – 200 Mio. €      | 2                               |
| EQT Growth                     | Technologieunternehmen mit hohen Wachstumsperspektiven         | 50 Mio. – 200 Mio. €      | 9                               |
| EQT Life Sciences              | Bio-, Gesundheits- und Umweltwissenschaft                      | 10 Mio. – 60 Mio. €       | 68                              |
| EQT Ventures                   | Technologie Start-ups                                          | 2 Mio. – 50 Mio. €        | 114                             |
| EQT Value-Add Infrastructure   | Infrastrukturprojekte mit Wertsteigerungspotential             | 500 Mio. – 1,0 Mrd. €     | 25                              |
| EQT Active Core Infrastructure | Bedeutende Infrastrukturprojekte                               | 500 Mio. – 1,0 Mrd. €     |                                 |
| EQT Exeter                     | Immobilienentwicklung                                          | 10 Mio. – 1,0 Mrd. €      |                                 |

## Einzelne Investitionsprojekte (Auswahl)
- 2006 übernahm EQT das deutsche Unternehmen Kabel Baden-Württemberg von der Blackstone Group.[8] Ein Kaufpreis wurde nicht genannt, in Medienberichten aber auf 1,3 Milliarden Euro beziffert.[9] 2010 verkündete EQT den Verkauf von Kabel BW,[10] welches von Liberty Global für 3,16 Milliarden Euro übernommen wurde.[11]
- Der Duft- und Aromenstoffhersteller Symrise wurde 2001 von EQT erworben und 2006 erfolgreich an die Börse gebracht.
- 2005 wurde MTU Friedrichshafen übernommen[12] und unter dem Namen Tognum 2007 an die Börse gebracht. Dies war zu dem Zeitpunkt der größte Börsengang seit dem der Deutschen Post.
- Von 2014 bis 2019 gehörte die Charleston Holding zu EQT.[13] Im Juli 2018 übernahm EQT das Softwareunternehmen SUSE für 2,5 Milliarden US-Dollar[14][15]  und brachte es am 19. Mai 2021 an die Börse.[16] Der Erstausgabepreis der Aktie betrug 30 Euro.[17] Der Erlös aus dem Börsengang belief sich auf 1,12 Milliarden Euro.[18] Im August 2023 gab EQT bekannt, Aktien von SUSE zurückzukaufen und ein Delisting der Aktie einzuleiten.[19][20]
- 2023 wurde bekannt, dass EQT den Verkauf seiner 20%-Beteiligung am Unternehmen Ottobock eingeleitet hat. Der Mehrheitsaktionär Näder Holding bemühte sich um einen Rückkauf seiner Anteile. Der Verkauf wurde im März 2024 vollzogen.[21]